# Robot (rivista)
Robot, sottotitolata Rivista di fantascienza, è una rivista di fantascienza fondata nel 1976 da Vittorio Curtoni. Pubblicata dalla casa editrice Armenia fino alla chiusura nel 1979, è stata rifondata nel 2003 continuando la precedente numerazione ed è ora edita da Delos Books.

## Storia
La rivista si contraddistinse rispetto alle altre pubblicazioni di fantascienza dell'epoca per lo spazio dedicato alle rubriche e alla saggistica, che affrontavano il genere non solo dal punto di vista letterario. Anche la qualità delle scelte (soprattutto autori americani, ma anche europei e italiani) e le illustrazioni interne di Giuseppe Festino contribuirono al successo.
Robot pubblicò 27 numeri arrivando al numero 28/29 (due numeri erano doppi), per poi cambiare formula, rendendo ogni numero incentrato su un'antologia tematica, a cura di Giuseppe Lippi. Col numero 40, uscito nel 1979, la rivista cessò le pubblicazioni. Poco dopo la Armenia fondò la nuova rivista Aliens come successore ideale di Robot, ma la pubblicazione durò meno di un anno.
Nel 2003 su iniziativa di Franco Forte e Silvio Sosio la casa editrice Solid riportò Robot in vita dopo ventiquattro anni. Direttore era ancora Vittorio Curtoni, disegnatore ancora Giuseppe Festino, e tra i collaboratori figuravano Giuseppe Lippi, diventato nel frattempo curatore di Urania, e Valerio Evangelisti. Dal 2011, dopo la morte di Curtoni, Silvio Sosio subentrò come curatore.
Terminata poi l'esperienza Solid, Robot fu portata avanti, sin dal secondo numero della nuova serie, da Delos Books, che pubblica la rivista con il ritmo di tre numeri all'anno, e al maggio 2024 è arrivata al numero 100 (60 della nuova serie).
Robot ha vinto il Premio Italia come miglior rivista di fantascienza nel 2005, 2006, 2007, 2010, 2012 e 2014, il Prix Europeén de Science Fiction come miglior rivista europea di fantascienza nel 2007, e nel 2005 Vittorio Curtoni vinse il Grand Prix de l'Imaginaire per il suo lavoro di direttore.
Tra i collaboratori fissi o ricorrenti di Robot, Roberto Taddeucci, Marco Spagnoli, Riccardo Anselmi, Vanni Mongini, Andrea Jarok, Flora Staglianò, Claudio Leonardi, Lukha B. Kremo, Alessandro Fambrini, Paolo Aresi, Emanuele Manco, Gianfranco de Turris e i traduttori Marco Crosa, Francesco Lato ed Elisabetta Vernier.
Tra le iniziative legate alla rivista, nove "speciali" antologici pubblicati tra il 1976 e il 1979, la collana di romanzi I Libri di Robot edita da Armenia dal 1978 al 1979, le collane ebook Robotica e Robotica.it edite da Delos Digital dal 2013, e il Premio Robot, ripreso anche con la nuova edizione.